# Nawoj
Nawoj – staropolskie imię męskie. Imię to składa się z dwóch członów: "na" ("naj") oraz "woj" ("wojownik"). Miało ono charakter życzący i miało sprawić, że ten, kto je nosi, będzie dobrym (najlepszym) wojownikiem. Jego żeńskim odpowiednikiem jest imię Nawoja.
Imię Nawoj nosił rycerz Nawoj. Mieszkał on w Nowym Sączu i bronił zamku w teraźniejszej Nawojowej (nazwa miejscowości pochodzi od jego imienia).
Nawoj imieniny obchodzi 11 marca oraz 20 kwietnia.